# Suzuki DR 650
La Suzuki DR 650 è una motocicletta prodotta dalla casa motociclistica giapponese Suzuki dal 1990.

## Storia
La Suzuki DR 650 R viene presentata nel 1990 come enduro stradale, dotata del motore  monocilindrico quattro tempi con sistema di raffreddamento SACS (Suzuki Advanced Cooling System). Nel 1991 è stata introdotta la versione con avviamento elettrico, denominata DR650RSE.
Nel 1996 è arrivata la DR650SE, in sostituzione delle versioni precedenti. Il motore è stato pesantemente modificato, riducendone la potenza ma consentendo un'erogazione più fluida.